# 深海採礦
深海採礦，或深海開採是一種新近的採礦程序，從海床或洋底開採礦物。地點通常選在蘊藏有大片豐富的錳結核或者海底熱泉附近，距離海平面有 1400 公尺到 3700 公尺不等的距離。這些湧泉是形成大量海底硫化物的良好條件，而這些硫化物之中會包含一些有價值的貴金屬，例如銀、金、銅、錳、鈷和鋅。開採所使用的器械，則是利用液壓泵或者使用桶裝方法，將原礦帶到地表以後再加以處理。
如同其他現存的採礦程序一般，深海開採具有高度環境污染的爭議性。

## 簡史
1960年代中期，J. L. 梅洛在他的著作中《海洋的礦物資源》（Mineral Resources of the Sea）提出了深海探勘的可能性。該書認為，在地球的海洋中可以尋得近乎無窮無盡的鈷、鎳和其他金屬礦。梅洛認為這些金屬就藏在錳結核中，一種塊狀的壓縮沉積物，位在海底大約 5000 公尺的地方。包含法、德、美之內的一些國家派出了探勘船來尋找這些結核物，結果顯示，原先對深海開採的可行性預估被誇大了。過高的估計加上金屬價格降低，深海探勘在 1982 年左右幾乎完全被遺棄。美國從 1960 年代開始到 1984 年為止，在此項活動上花費了將近6億5千萬美元，成本幾乎無回收。
在過去十年，深海開採進入一個新的階段。在日本、中國、韓國、印度不斷上升的金屬需求，將這些國家推向尋找新的礦源。並且將目標放在海底熱泉，而非原先的結核物。
目前，最佳的深海開採可行地點，稱作 Solwara 1 計畫，位於巴布亞紐幾內亞境內的海岸，是一個高純度的銅-金礦，而且它也是世界第一個海床大量硫化物資源。Solwara 1 計畫精確的說，位於新愛爾蘭省俾斯麥海，深度 1600 公尺。利用最新的 ROV（遙控水中運輸）科技，那提勒斯礦業（Nautilus Minerals Inc.）成為第一個在海底大規模開採的礦業公司。首批開採預期將在 2013 年開始。

### 法律及條例
規範深海開採的條例中，最重要的是聯合國海洋法公約，它在 1973 年至 1982 年之間成形，並且在 1984 年實施。該公約設立了國際海底管理局（International Seabed Authority），負責管理在專屬經濟海域以外的深海採礦活動（200 海浬）。此管理局規定有意進行海底開採的國家，必須有兩個等值的開採地點，並且將其中之一交由該局管理，附帶 10 至 20 年後必須移轉所使用的採礦科技給其他國家。這個限制在當時看似合理，因為一般認為海底開採有高額的利潤。但是這個嚴格的規定，導致一些先進國家拒絕簽署 1982 年的初步協定。

## 資源種類
深海中蘊含著許多不同的資源可供提煉，包括銀、金、銅、錳、鈷和鋅，這些原礦可以在不同類型的海床尋得，而且通常比地表上的礦藏更加密集。
礦藏及其蘊藏深度
| 種類                    | 平均深度           | 可得資源                   |
| ----------------------- | ------------------ | -------------------------- |
| 多金屬結核物            | 4,000 - 6,000 公尺 | 鎳、銅、鈷、錳             |
| 錳痂（manganese crust） | 800 - 2,400 公尺   | 主要為鈷，少量的釩、釩和鉑 |
| 硫化物                  | 1,400 - 3,700 公尺 | 銅、鉛、鋅及少量的金、銀   |

De Beers和其他公司也在海底開採鑽石，那提勒斯礦業和海王星礦業公司（Neptune Minerals）則計畫在巴布亞紐幾內亞和紐西蘭海岸開採。

## 採法
科技的進展讓使用水下遙控載具（ROV）成為探勘開採地點的利器，它們利用鑽頭和切割工具，收集原礦的樣本，帶回地表分析。假如有可採的地點出現了，就會由採礦船或採礦站進行活動。
對全面開採來說，有兩種主流的採礦法：連續的線型桶裝系統（continuous-line bucket system，CLB）和液壓汲取系統。CLB系統適合用來開採結核物，類似一個輸送帶系統，由海底輸向地表，將有價值的資源提取出來以後，再將尾礦（tailing）輸回海洋中。液壓汲取系統則是利用兩個導管，一個汲取原礦向上，另一個則將尾礦放回。
近年最受矚目的採礦地點位於環繞巴布亞紐幾內亞的馬努斯盆地中部和東部，以及東部的錐狀火山口。這些地點的硫化物顯露出可觀的黃金藏量（平均濃度為 26 ppm）。它的深度僅有 1050 公尺，相對較淺，而且鄰近就有黃金的提煉廠，非常具可採性。

## 對環境的衝擊
由於深海開採是一個全新的領域，實際開採的後果仍屬未明。然而，專家仍十分確定，移除部份的海床會擾亂底棲區的生物，尾礦會增加水體的毒性，並且形成懸浮物漂流（sediment plume）。依照開採的不同類型和地點，可能對底棲生物造成永久的傷害。除了對該區域的直接影響外，洩漏、傾倒和侵蝕則會改變該地區的化學組成。
懸浮物漂流（一種羽狀漂流結構）也許是深海開採的所有影響中，最具破壞力的。將尾礦送回海中時，它通常呈現一種精磨、非常細小的顆粒，進而形成在水中漂流、類似雲霧的團狀結構。有兩種類型：水面型，或者水底型的。近水底的類型，是透過通管將尾礦送回水底時形成的。這些水底的團狀物，會增加水的濁度，阻塞水底生物用來攝食的過濾性器官。水面性漂流則造成較嚴重的問題，依照其顆粒的粒度，水流會將這些顆粒散布到佔據一個廣大的區域。漂流團亦會影響浮游生物以及水的透光性，進而影響該地區的食物鏈。